# The Other Side of Abbey Road
| Recensione | Giudizio |
| ---------- | -------- |
| AllMusic   |          |

The Other Side of Abbey Road è un album discografico del chitarrista jazz/soul statunitense George Benson, pubblicato nel maggio del 1970 dall'etichetta discografica A&M.

## Il disco
Questo album è stato una reinterpretazione dell'album Abbey Road dei Beatles uscito pochi mesi prima.
Tutte le canzoni sono state scritte da John Lennon e Paul McCartney eccetto  Something  e  Here Come the Sun  da George Harrison, e  Octopus's Garden  da Ringo Starr (sotto lo pseudonimo di Richard Starkey).

## Tracce

### LP
(1970, A&M Records, SP-3028)
Lato A (SP-3055)
1. Golden Slumbers (2:35)/You Never Give Me Your Money (3:07) – 5:42
2. Because/Come Together – 7:25 (John Lennon, Paul McCartney)
3. Oh! Darling – 3:55

Durata totale: 17:02
Lato B (SP-3056)
1. Here Comes the Sun (2:25)/I Want You (She's So Heavy) (6:20) – 8:45
2. Something/Octopus's Garden (4:30)/The End (1:55) – 6:25

Durata totale: 15:10

## Formazione
- George Benson – chitarra, voce (in: A1, A3, B1 e B2)
- Herbie Hancock – pianoforte, organo, clavicembalo
- Ernie Hayes – pianoforte, organo, clavicembalo
- Bob James – pianoforte, organo, clavicembalo
- Ron Carter – basso
- Gerry Jemmott – basso
- Idris Muhammad – batteria
- Ed Shaughnessy – batteria
- Ray Barretto – percussioni
- Andy Gonzalez – percussioni
- Wayne Andre – trombone, eufonio
- Don Ashworth – sassofono baritono
- Sonny Fortune – sassofono alto
- Jerome Richardson – sassofono tenore, clarinetto, flauto
- Mel Davis – tromba, flicorno
- Bernie Glow – tromba, flicorno
- Freddie Hubbard – tromba
- Marvin Stamm – tromba, flicorno
- Phil Bodner – flauto, oboe
- Hubert Laws – flauto
- Raoul Poliakin – violino
- Max Pollikoff – violino
- George Ricci – violoncello
- Emanuel Vardi – viola

### Produzione
- Creed Taylor – produzione
- Don Sebesky – arrangiamenti
- Registrazioni effettuate il 22, 23 ottobre e il 4, 5 novembre 1969 al Van Gelder Studios di Englewood Cliffs, New Jersey
- Rudy Van Gelder – ingegnere delle registrazioni
- Sam Antupit – design copertina album originale
- Eric Meola – foto copertina album originale[3]

## Classifica
Album
| Anno | Classifica    | Posizione raggiunta |
| ---- | ------------- | ------------------- |
| 1976 | Billboard 200 | 125                 |